# Christa Reichwaldt
Christa Reichwaldt (* 20. Oktober 1955 in Hannover) ist eine ehemalige deutsche Politikerin (Die Linke). Sie war 2008 bis 2013 Abgeordnete des Niedersächsischen Landtags.

## Leben
Reichwaldt absolvierte nach dem Abitur in Hannover ein Studium für das höhere Lehramt an Gymnasien, in den Fächern Englisch und Geschichte, an der Universität Hannover ab. Nachdem sie im Jahr 1981 das Erste Staatsexamen bestanden hatte, absolvierte sie 1983 auch erfolgreich die Magisterprüfung im Fach Englisch. Von 1983 bis 1985 hatte sie ein Referendariat am Georg Büchner-Gymnasium in Letter inne, danach bestand sie auch das Zweite Staatsexamen. Von 1985 bis zum Einzug in den Landtag 2008 war sie als Angestellte in einem Kreditinstitut tätig, wo sie auch Mitglied des Betriebsrates war. Reichwaldt war erst Mitglied der Gewerkschaft Öffentliche Dienste, Transport und Verkehr (ÖTV), später bei Ver.di.

## Politik
Reichwaldt war von 1975 bis 1999 Mitglied der SPD. Im Jahr 2005 schloss sie sich der Linkspartei in Niedersachsen an, in der sie dem Kreisvorstand der Region Hannover angehörte. Bei der Landtagswahl 2008 zog sie über die Landesliste der Linken in den Niedersächsischen Landtag ein, wo sie bildungspolitische Sprecherin ihrer Fraktion wurde und von 2008 bis 2011 deren Parlamentarische Geschäftsführerin war. Bei der Landtagswahl 2013 trat sie nicht wieder an, 2014 trat sie aus der Linkspartei aus.